# Véhicule de secours routier
Pour les articles homonymes, voir VSR et FSR.
En France, le véhicule de secours routier (VSR), ou fourgon de secours routier (FSR), est un fourgon spécialisé dans les accidents de la route.

## Description
Le VSR transporte trois sapeurs-pompiers, le FSR six, ainsi que tout le matériel dont ils peuvent avoir besoin :
- balisage et éclairage : gyromât, cônes de Lübeck, panneaux lumineux, projecteurs ;
- protection incendie : lancette, extincteurs ;
- calage et levage des véhicules : coussins d'air, cales, vérins hydraulique, bastins, crics, etc. ;
- césarisation et désincarcération : écarteurs, cisailles, etc.

Dans certains types de VSR, le moteur de propulsion fournit l'énergie nécessaire (compresseur pour les outils hydrauliques, pompe pour la lancette, électricité) ; mais dans la plupart des cas, le VSR est équipé d'un groupe électrogène portable ou fixe qui délivre la puissance électrique pour le mât, et/ou la puissance hydraulique pour les outils de découpe.
Le VSR se reconnait facilement :

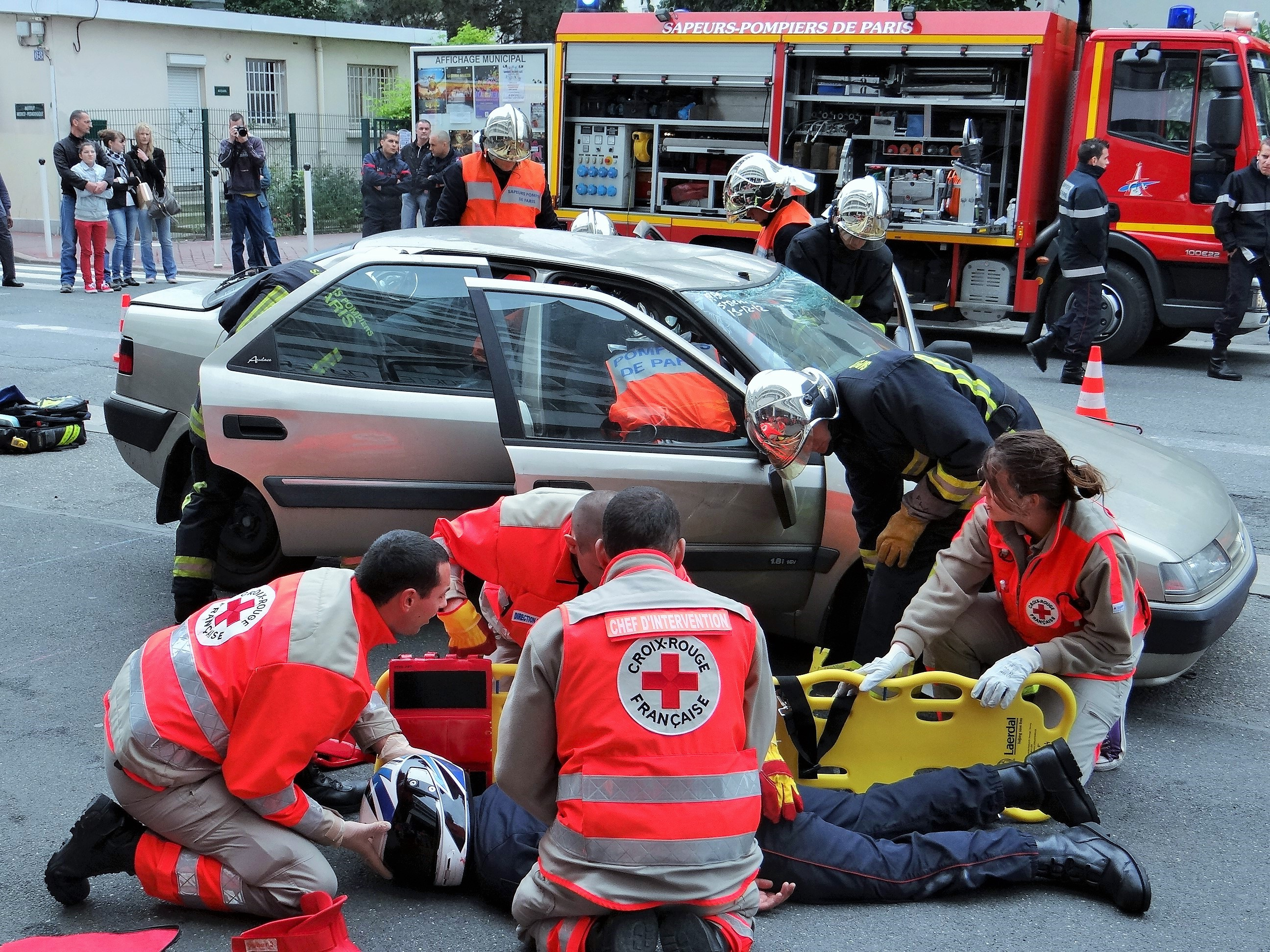
Mise en œuvre d'un véhicule de secours routier (exercice), brigade de sapeurs-pompiers de Paris, 2013.

- à ses volets roulants disposés sur les côtés ;
- à son gyromât (fermé durant le trajet) : il s'agit d'un mât métallique surmonté d'un gyrophare, et muni de trois projecteurs qui éclairent le chantier (cône de lumière).

Sur la zone défendue par la brigade de sapeurs-pompiers de Paris (BSPP : Paris, Seine-Saint-Denis, Val-de-Marne, Hauts-de-Seine), le véhicule s'appelle camion de désincarcération (CD) et les sapeurs-pompiers sont des mécaniciens.

## Variantes
Dans certains cas, le matériel est simplement conditionné dans une remorque de secours routier (RSR) tractée par un véhicule léger (VTU par exemple).

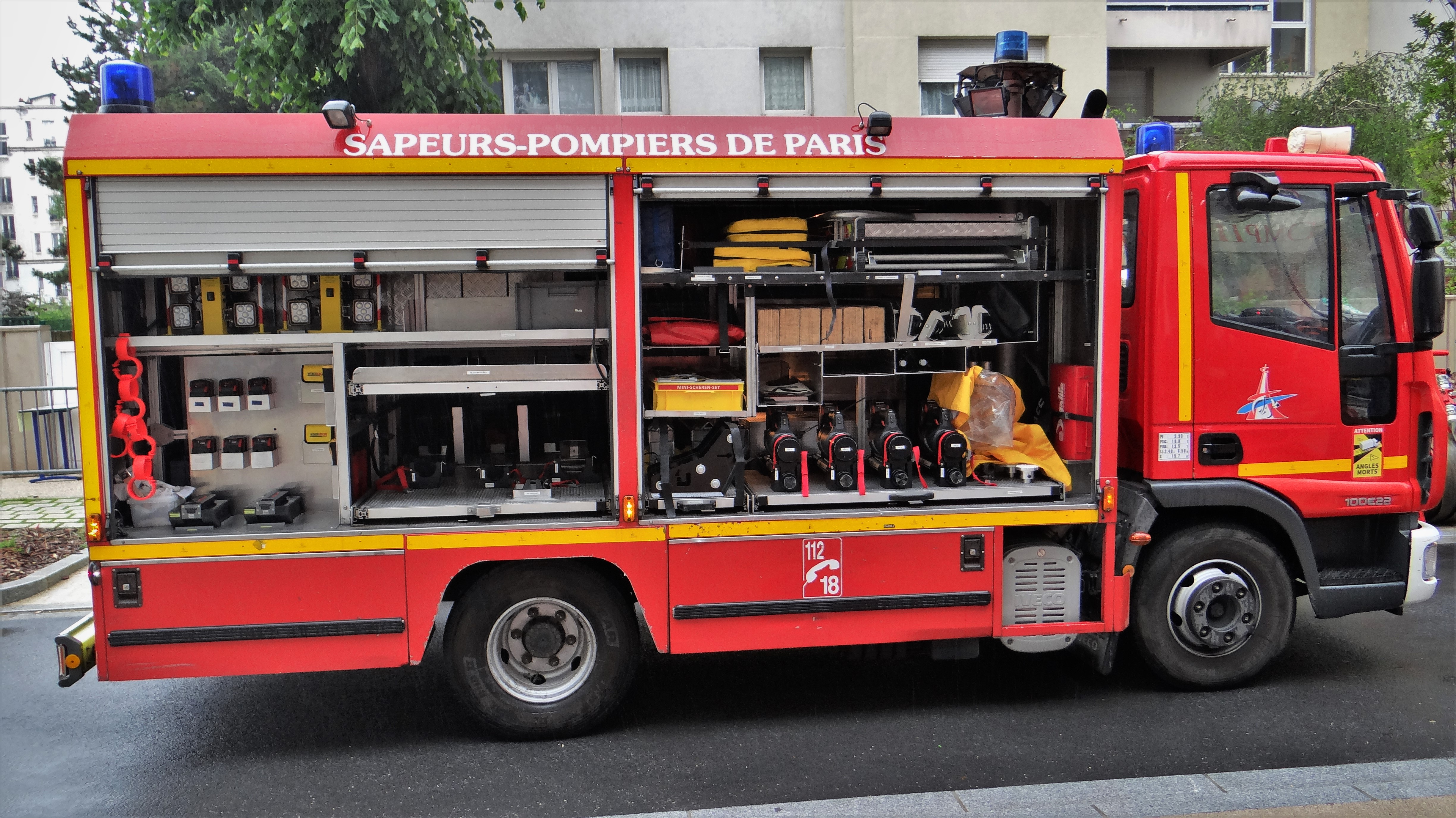
Fourgon de secours routier (2024).

Il existe des fourgons mixtes incendie/secours routier, appelés fourgons pompe-tonne/secours routier (FPTSR), ainsi que des FPTSR RR capables d'intervenir en milieu ferroviaire et disposant de bogies qui leur permettent de circuler sur une voie ferrée (fourgons pompe-tonne/secours routier/rail-route).
Dans les zones montagneuses, les véhicules de secours routier peuvent être équipés pour le secours en ravin (VSR-Ravin). Il s'agit en particulier de l'adjonction d'un bras pivotant permettant de faire pendre un câble de remorquage mû par un treuil, ceci permettant de hisser un brancard.